# 서울 남현동 요지
서울 남현동 요지(서울 南峴洞 窯址)는 대한민국 서울특별시 관악구에 있는 사적으로 백제시대 토기를 굽던 가마터로서 지금까지 서울 지역에서 알려진 것으로는 유일한 것이다. 1976년 4월 10일 당시 행정구역을 따라 대한민국의 사적 제247호 사당동백제요지로 지정되었으나, 2011년 7월 28일 서울 남현동 요지로 명칭이 변경되었다.

## 개요
백제 때 질그릇를 굽던 가마터로, 1973년에 발견되었다. 이곳은 붉은색 흙이 많아 질그릇 생산지로 적합한 곳임을 알 수 있다.
이곳에서는 질그릇 조각들이 불에 탄 흙과 재에 섞여서 발견되고 있고, 사선을 어긋나게 그은 문살무늬를 가진 것이 주로 보이고 있어 백제 후기의 가마터로 추정된다.
지금까지 서울지역에서 알려진 유일한 백제 가마터로, 비록 파괴는 되었으나 백제 질그릇 생산 기술을 밝힐 수 있는 중요한 유적이다.

## 현지 안내문
이곳은 규모가 1,988m2로 백제 때 질그릇을 굽던 가마터로, 1973년 4월에 발견되어 1976년 4월 10일 사적 제247호로 지정되었다.
이곳에서는 질그릇 조각들이 불에 탄 흙과 재에 섞여서 발견되었고, 사선을 어긋나게 그은 문살무늬를 가진 것이 주로 보이고 있어 백제 후기의 가마터로 추정되었다. 그리고 지금까지 서울지역에서 알려진 유일한 백제 가마터로, 비록 파괴는 되었지만 백제 질그릇 생산 기술을 밝힐 수 있는 중요한 유적으로 알려져 있었다.
하지만 최근(2006년 10월) 서울대 박물관의 발굴조사 결과에 따르면 백제 요지와는 관련이 없는 통일신라 후기(0세기대) 요지와 관련된 폐기장 유구로 추정되었고, 사적경계 바깥쪽 구릉에 통일신라시대의 요지가 있을 가능성이 있다는 새로운 의견이 제시되었다.

## 참고 자료
- 서울 남현동 요지 - 국가유산청 국가유산포털

 본 문서에는 서울특별시에서 지식공유 프로젝트를 통해 퍼블릭 도메인으로 공개한 저작물을 기초로 작성된 내용이 포함되어 있습니다.